# 21.ª etapa da Volta a Espanha de 2017
A 21.ª etapa da Volta a Espanha de 2017 teve lugar a 10 de setembro de 2017 entre Arroyomolinos e Madrid sobre sobre um percurso plano de 117,6 km.

## Classificação da etapa
| \| Classificação por etapas \| Classificação por etapas \| Classificação por etapas \| Classificação por etapas \| Classificação por etapas \| \| Ciclista \| Ciclista \| Equipe \| Tempo \| \| \| ------------------------ \| ------------------------ \| -------------------------- \| ------------------------ \| ------------------------ \| \| 1. \| Matteo Trentin \| Quick-Step Floors \| 3h06m25s \| \| \| 2. \| Lorrenzo Manzin \| FDJ \| + 0s \| \| \| 3. \| Søren Kragh Andersen \| Team Sunweb \| + 0s \| \| \| 4. \| Tom Van Asbroeck \| Cannondale-Drapac \| + 0s \| \| \| 5. \| Iván García Cortina \| Bahrain-Merida \| + 0s \| \| \| 6. \| Magnus Cort \| Orica-Scott \| + 0s \| \| \| 7. \| Kenneth Vanbilsen \| Cofidis, Solutions Crédits \| + 0s \| \| \| 8. \| Sacha Modolo \| UAE Team Emirates \| + 0s \| \| \| 9. \| Michaek Schwarzmann \| Bora-Hansgrohe \| + 0s \| \| \| 10. \| Daniel Hoelgaard \| FDJ \| + 0s \| \| |                      |                            |          |
| |                      |                            |          |
| Fonte: ProCyclingStats |                      |                            |          |
| Classificação por etapas |                      |                            |          |
| Ciclista | Ciclista             | Equipe                     | Tempo    |
| 1. | Matteo Trentin       | Quick-Step Floors          | 3h06m25s |
| 2. | Lorrenzo Manzin      | FDJ                        | + 0s     |
| 3. | Søren Kragh Andersen | Team Sunweb                | + 0s     |
| 4. | Tom Van Asbroeck     | Cannondale-Drapac          | + 0s     |
| 5. | Iván García Cortina  | Bahrain-Merida             | + 0s     |
| 6. | Magnus Cort          | Orica-Scott                | + 0s     |
| 7. | Kenneth Vanbilsen    | Cofidis, Solutions Crédits | + 0s     |
| 8. | Sacha Modolo         | UAE Team Emirates          | + 0s     |
| 9. | Michaek Schwarzmann  | Bora-Hansgrohe             | + 0s     |
| 10. | Daniel Hoelgaard     | FDJ                        | + 0s     |

## Classificações ao final da etapa

### Classificação geral
| \| Classificação geral \| Classificação geral \| Classificação geral \| Classificação geral \| Classificação geral \| \| Ciclista \| Ciclista \| Equipe \| Tempo \| \| \| ------------------- \| ------------------- \| ------------------- \| ------------------- \| ------------------- \| \| 1. \| Chris Froome \| Team Sky \| 82h30m02s \| \| \| 2. \| Vincenzo Nibali \| Bahrain-Merida \| + 2m15s \| \| \| 3. \| Ilnur Zakarin \| Katusha-Alpecin \| + 2m51s \| \| \| 4. \| Wilco Kelderman \| Team Sunweb \| + 3m15s \| \| \| 5. \| Alberto Contador \| Trek-Segafredo \| + 3m18s \| \| \| 6. \| Wout Poels \| Team Sky \| + 6m59s \| \| \| 7. \| Michael Woods \| Cannondale-Drapac \| + 8m27s \| \| \| 8. \| Miguel Ángel López \| Astana \| + 9m13s \| \| \| 9. \| Steven Kruijswijk \| LottoNL-Jumbo \| + 11m18s \| \| \| 10. \| Tejay van Garderen \| BMC Racing Team \| + 15m50s \| \| |                    |                   |           |
| |                    |                   |           |
| Fonte: ProCyclingStats |                    |                   |           |
| Classificação geral |                    |                   |           |
| Ciclista | Ciclista           | Equipe            | Tempo     |
| 1. | Chris Froome       | Team Sky          | 82h30m02s |
| 2. | Vincenzo Nibali    | Bahrain-Merida    | + 2m15s   |
| 3. | Ilnur Zakarin      | Katusha-Alpecin   | + 2m51s   |
| 4. | Wilco Kelderman    | Team Sunweb       | + 3m15s   |
| 5. | Alberto Contador   | Trek-Segafredo    | + 3m18s   |
| 6. | Wout Poels         | Team Sky          | + 6m59s   |
| 7. | Michael Woods      | Cannondale-Drapac | + 8m27s   |
| 8. | Miguel Ángel López | Astana            | + 9m13s   |
| 9. | Steven Kruijswijk  | LottoNL-Jumbo     | + 11m18s  |
| 10. | Tejay van Garderen | BMC Racing Team   | + 15m50s  |

### Classificação por pontos
| Classificação por pontos | Classificação por pontos | Classificação por pontos | Classificação por pontos | Classificação por pontos |
| Ciclista                 | Ciclista                 | Equipe                   | Pontos                   |                          |
| ------------------------ | ------------------------ | ------------------------ | ------------------------ | ------------------------ |
| 1.                       | Chris Froome             | Team Sky                 | 158 pts                  |                          |
| 2.                       | Matteo Trentin           | Quick-Step Floors        | 156 pts                  |                          |
| 3.                       | Vincenzo Nibali          | Bahrain-Merida           | 128 pts                  |                          |
| 4.                       | Alberto Contador         | Trek-Segafredo           | 105 pts                  |                          |
| 5.                       | Wilco Kelderman          | Team Sunweb              | 97 pts                   |                          |
| 6.                       | Ilnur Zakarin            | Katusha-Alpecin          | 93 pts                   |                          |
| 7.                       | Miguel Ángel López       | Astana                   | 90 pts                   |                          |
| 8.                       | José Joaquín Rojas       | Movistar Team            | 70 pts                   |                          |
| 9.                       | Michael Woods            | Cannondale-Drapac        | 61 pts                   |                          |
| 10.                      | Esteban Chaves           | Orica-Scott              | 61 pts                   |                          |

### Classificação por equipas
| Classificação por equipes | Classificação por equipes | Classificação por equipes | Classificação por equipes |
| Equipe                    | Equipe                    | Tempo                     |                           |
| ------------------------- | ------------------------- | ------------------------- | ------------------------- |
| 1.                        | Astana                    | 247h16m21s                |                           |
| 2.                        | Movistar Team             | + 6m16s                   |                           |
| 3.                        | Sky                       | + 8m12s                   |                           |
| 4.                        | UAE Team Emirates         | + 49m02s                  |                           |
| 5.                        | Lotto NL-Jumbo            | + 1h07m28s                |                           |
| 6.                        | Orica-Scott               | + 1h35m21s                |                           |
| 7.                        | Bahrain-Merida            | + 2h02m09s                |                           |
| 8.                        | Caja Rural-Seguros RGA    | + 2h07m45s                |                           |
| 9.                        | BMC Racing Team           | + 2h10m38s                |                           |
| 10.                       | Quick-Step Floors         | + 2h28m01s                |                           |